# Manzana de Tequesquipan
Manzana de Tequesquipan är en ort i kommunen Temascaltepec i delstaten Mexiko i Mexiko. Samhället hade 355 invånare vid folkräkningen 2020.